# Luigi Castiglioni
Luigi Castiglioni (Azzate, 28 settembre 1882 – Milano, 23 febbraio 1965) è stato un latinista e filologo classico italiano.
Insieme a Scevola Mariotti curò per la casa editrice Loescher uno dei più diffusi dizionari italiano-latino, l'IL - Vocabolario della lingua latina.

## Biografia
Visse gli anni dell'infanzia in provincia di Varese, dove suo padre era medico condotto. Poi frequentò a Milano le scuole secondarie; ma lo fece con poco entusiasmo, sia per il suo carattere introverso, sia per le inquietudini e le contraddizioni che segnarono gran parte della sua vita. A tal proposito, Antonio La Penna lo definì «capace di studi appassionati ed intensi», osservando tuttavia che il Castiglioni «era assalito spesso da un senso acuto della vanità del suo lavoro, dal bisogno di una vita completamente diversa, oscura e sana, come quella di un operaio o di un contadino».
Dopo aver frequentato la Scuola normale di Pisa, dove era stato ammesso in seguito a concorso, nel 1904 si laureò in lettere con una tesi sulle Metamorfosi di Ovidio. Nei due anni successivi - fondamentali per la sua formazione filologica - a Firenze fu allievo di Girolamo Vitelli presso l'Istituto di studi superiori di perfezionamento. Nel 1906, ancora alla Normale di Pisa, conseguì l'abilitazione didattica. Questa gli consentì di insegnare per circa vent'anni in numerose scuole secondarie, ginnasi e licei classici, sia del Meridione (Cagliari, Campobasso, Noto), sia del Nord (Asti, Novara, Milano).
Questo lungo periodo di contatto quotidiano con i giovani, unito alla dura esperienza della prima guerra mondiale, alla quale partecipò volontario come capitano degli alpini, giovò moltissimo alla formazione del suo difficile carattere, rendendolo più duttile e comprensivo.
Nel 1925, due anni dopo il suo matrimonio e la nascita di un figlio, iniziò l'insegnamento universitario a Cagliari, come docente di letteratura latina, e l'anno successivo all'Università degli Studi di Milano. Qui insegnò fino al 1952 e in questo lungo arco di tempo fu anche preside della facoltà di lettere. Fu membro di varie accademie italiane e straniere, nonché attivissimo componente della Commissione per il Thesaurus linguae latinae.
Il 28 aprile 1937 divenne socio dell'Accademia delle scienze di Torino.
Divenne anche noto per aver firmato con Scevola Mariotti uno dei vocabolari della lingua latina più usati nelle scuole medie superiori, l'IL - Vocabolario della lingua latina, edito da Loescher.
Di rilevanza internazionale fu la sua direzione del Corpus scriptorum latinorum paravianum.

## Opere
- Studi intorno alle fonti e alla composizione delle Metamorfosi di Ovidio, Pisa, F. Nistri, 1906.
- Studi alessandrini - Arianna e Teseo, Pisa, Nistri-Lischi, 1907.
- Osservazioni critiche e grammaticali a Curzio Rufo, in «Studi italiani di filologia classica», 19, 1912, p. 121.
- Miscellanea plutarchea, in «Studi italiani di filologia classica», 20, 1013, p. 12.
- Studia Annaeana, in «Athenaeum» 8, 1920, p. 224.
- Studi intorno ai romanzieri greci - Senofonte di Efeso, in «Bollettino di filologia classica», 29, 1922-23, p. 202.
- Studi intorno a Seneca prosatore e filosofo, in «Rivista di filologia e d'istruzione classica», 2, 1924, p. 350.
- Studi intorno alle «Storie filippiche» di Giustino, Napoli. Rondinelli, 1925.
- La tragedia di Ercole in Euripide e Seneca, in «Rivista di filologia e d'istruzione classica», 1926, p. 176.
- Il problema dell'originalità romana, Torino, UTET, 1928.
- Elementi della poesia di Virgilio, in «Rendiconti dell'Istituto lombardo - Accademia di sienze e letteratura», 63, 1930, p. 1080.
- Considerazioni intorno alle Georgiche di Virgilio, in Il bimillenario di Virgilio a Milano, Milano, 1931, p. 101.
- Gaio Cornelio Gallo in Egitto moderno e antico, Varese-Milano, Industrie grafiche Amedeo Nicola & C., 1941, p. 261.
- Lezioni sulla lirica di Orazio, Milano, F. Montuoro, 1942.
- Lezioni intorno alle Metamorfosi di Apuleio, Milano, 1943.
- Decisa forficibus, Milano, A. Giuffrè, 1954
- Il vocabolario della lingua latina (in collaborazione con Scevola Mariotti), Torino, Loescher, prima edizione, 1966.
- Lezioni intorno alle Georgiche di Virgilio e altri studi, Brescia, Paideia, 1983.